# Xiaomi
Xiaomi Inc (小米科技), är ett privat teknikföretag, grundat 2010, med huvudkontor i Peking. Xiaomi Inc. är Kinas största tillverkare, utvecklare samt försäljare av smarttelefoner, mobila applikationer m.m. Globalt sett är företaget världens största mobiltillverkare före Samsung och Apple Inc. Företaget lanserade sin första smarttelefon "Xiaomi Mi1" 2011 och har därefter expanderat i Kina. Företaget har med sina senare versioner av smarttelefoner gått om Samsung och Apple i antal sålda enheter i Kina. Framgången antas bero på företagets billiga telefoner. När Xiaomi Mi3 lanserades i slutet av 2013 kostade den mindre än en tredjedel av priset för Iphone 5S och Galaxy S5. Xiaomis enheter började säljas i Europa i september 2016 och företaget expanderar i bland annat Sydostasien och Indien.
I slutet av december 2014 blev Xiaomi världens mest värdefulla privata teknikföretag efter att ha mottagit US$1,1miljarder i finansiering från investerare. Xiaomi bedömdes då vara värt över än US$46 miljarder vilket gjorde det till världens högst värderade start-up.

## Innovation och utveckling
I 2021 års granskning av WIPO:s årliga World Intellectual Property Indicators rankades Xiaomi som nummer två i världen, med 216 designregistreringar av industriella mönster som publicerades enligt Haag-systemet under 2020. Denna position är en ökning från den tidigare tredjeplatsen under 2019, med 111 industriella mönsterregistreringar som publicerades.
Den 8 februari 2022 släppte Lei ett uttalande på Weibo där han tillkännagav planer på att Xiaomi ska gå in på marknaden för avancerade smartphones och överträffa Apple som den främsta säljaren av premium-smartphones i Kina inom tre år. För att nå det målet kommer Xiaomi att investera 15,7 miljarder dollar i forskning och utveckling under de kommande fem åren, och företaget kommer att jämföra sina produkter och sin användarupplevelse med Apples produktlinjer. Lei beskrev den nya strategin som en "kamp på liv eller död för vår utveckling" i sitt Weibo-inlägg, efter att Xiaomis marknadsandel i Kina minskat under flera kvartal i rad, från 17 % till 14 % mellan andra och tredje kvartalet 2021, och sjunkit ytterligare till 13,2 % i fjärde kvartalet 2021.
Enligt en färsk rapport från Canalys leder Xiaomi den indiska smartphoneförsäljningen under Q1. Xiaomi är en av de ledande smartphonetillverkarna i Indien som upprätthåller enhetens överkomlighet.

## Företagsidentitet

### Namnet
Xiaomi (小米) är det kinesiska ordet för "millet". 2011 antydde företagets vd Lei Jun att det finns fler betydelser än bara "millet and rice". Han kopplade delen "Xiao" (小) till det buddhistiska konceptet att "ett enda riskorn hos en buddhist är lika stort som ett berg",[96] vilket antyder att Xiaomi vill arbeta utifrån de små sakerna, i stället för att börja med att sträva efter perfektion, medan "mi" (米) är en akronym för mobilt internet och även "mission impossible", vilket syftar på de hinder som man stötte på när företaget startades. Han uppgav också att han tycker att namnet är gulligt. 2012 sade Lei Jun att namnet handlar om revolution och att kunna föra in innovation på ett nytt område. 